# تپه قلعه و گورستان وشت
تپه قلعه و قبرستان وشت مربوط به عصر برنز - عصر آهن است و در شهرستان نهاوند، بخش مرکزی، دهستان شعبان، روستای وشت و برجک واقع شده و این اثر در تاریخ ۲۵ آبان ۱۳۸۷ با شمارهٔ ثبت ۲۳۷۲۴ به‌عنوان یکی از آثار ملی ایران به ثبت رسیده است.